# Grazie tante arrivederci
Grazie tante arrivederci è un film del 1977 diretto da Mauro Ivaldi.

## Trama
Su un viaggio organizzato verso l'isola di Poros, sono presenti, tra i passeggeri, Monica, una fotomodella molto disinibita e Lello, un giovane seminarista in attesa di prendere i voti per divenire sacerdote, attualmente in una pausa di riflessione, in quanto non ancora sicuro della propria vocazione ecclesiastica.
Il pullman partito da Roma e diretto a Brindisi per l'imbarco del traghetto, ritarda, facendone perdere la coincidenza; Monica e Lello, essendo gli unici passeggeri diretti nella stessa destinazione, decidono di proseguire assieme il viaggio. Essendo Monica abituata ad usare con molta facilità il proprio fisico per ottenere ciò che vuole, metterà a dura prova, varie volte, i nervi saldi di Lello, portandolo sul punto di far vacillare il suo "mantenersi puro" per volere della sua vocazione.
Impossibilitati quindi a proseguire, Monica e Lello riescono a tornare a Roma solo grazie alla bravura della ragazza nell'essersi introdotta in una bisca clandestina ed essere entrata in possesso di una cospicua somma di denaro che le permette l'acquisto di un'autovettura per il viaggio verso la capitale. Durante il perdurare del tempo, però, Monica e Lello consolidano la loro amicizia e anche quando giungono a destinazione, decidono di non separarsi in quanto entrambi, si rendono conto, di amarsi.